# Enkirch
Enkirch là một đô thị ở huyện Bernkastel-Wittlich, trong bang Rheinland-Pfalz, Đô thị Enkirch có diện tích 25,43 km², dân số thời điểm ngày 31 tháng 12 năm 2006 là 1654 người.